# Gregorius Cool

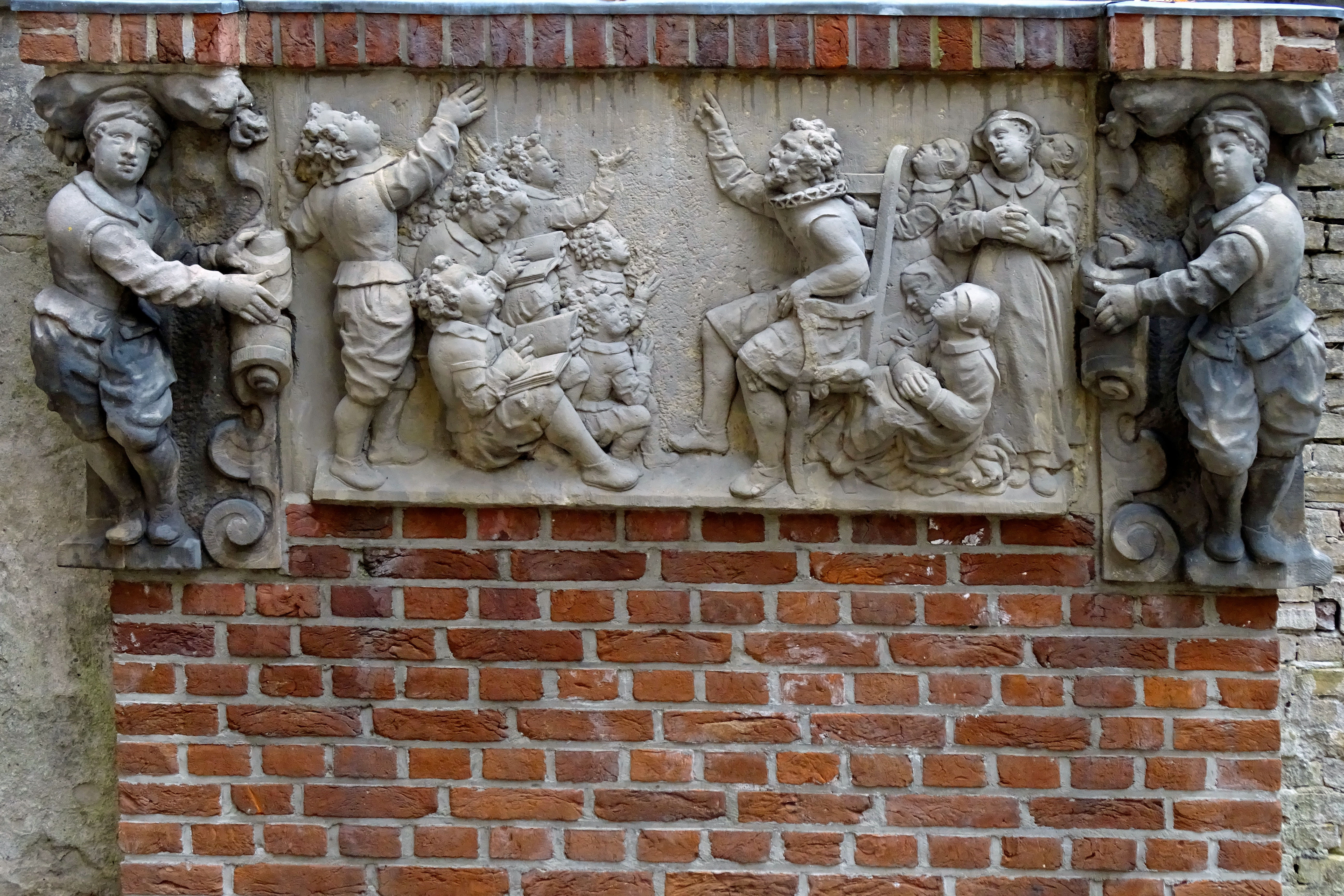
Gevelsteen weeshuis (1603)

Gregorius Cool (circa 1570 – Gouda, 1629) was stadsbeeldhouwer te Gouda. Hij maakte onder andere het monumentale bordes van het stadhuis. Ook het Lazaruspoortje wordt aan hem toegeschreven.

## Leven en werk
De uit de omgeving van Freiberg of Freiburg afkomstige Gregorius Cool werkte in het begin van de zeventiende eeuw als stadsbeeldhouwer van Gouda. Op 18 oktober 1614 ging hij in Gouda in ondertrouw met Petronella Aryensdr afkomstig uit Dordrecht. Op 10 april 1615 werd hij als poorter van Gouda ingeschreven, de stad waar hij al geruime tijd werkzaam was. Hij had zijn werkplaats aanvankelijk in de Sint-Janskerk en later Achter de Sint-Janskerk, eerst in een muurhuis aan de noordzijde en vanaf 1617 in een muurhuis aan de zuidzijde van de Sint-Janskerk.
In 1602 kreeg hij de opdracht om het bordes van het stadhuis van Gouda te vervaardigen. Het bordes kwam in 1603 gereed. In hetzelfde jaar 1603 maakte hij de gevelsteen voor het Heilige Geestweeshuis. Ook het in 1609 gereedgekomen Lazaruspoortje (ooit de toegang tot het leprozenhuis, nu de toegang tot de tuin van het het Catharina Gasthuis te Gouda) is waarschijnlijk van de hand van Gregorius Cool. Boven de poort is de gelijkenis van "de rijke man en de arme Lazarus" afgebeeld. In 1614 maakte hij de toegangspoort tot het Willem Vroesenhuis (het Oude Mannenhuis) aan de Spieringstraat te Gouda. In Gouda zijn nog diverse graf- en gevelstenen van de hand van Gregorius Cool bewaard gebleven.
Gregorius Cool overleed in 1629 en werd in de Sint-Janskerk te Gouda begraven. In Gouda werd in 1960 de Gregorius Coolstraat naar hem genoemd.

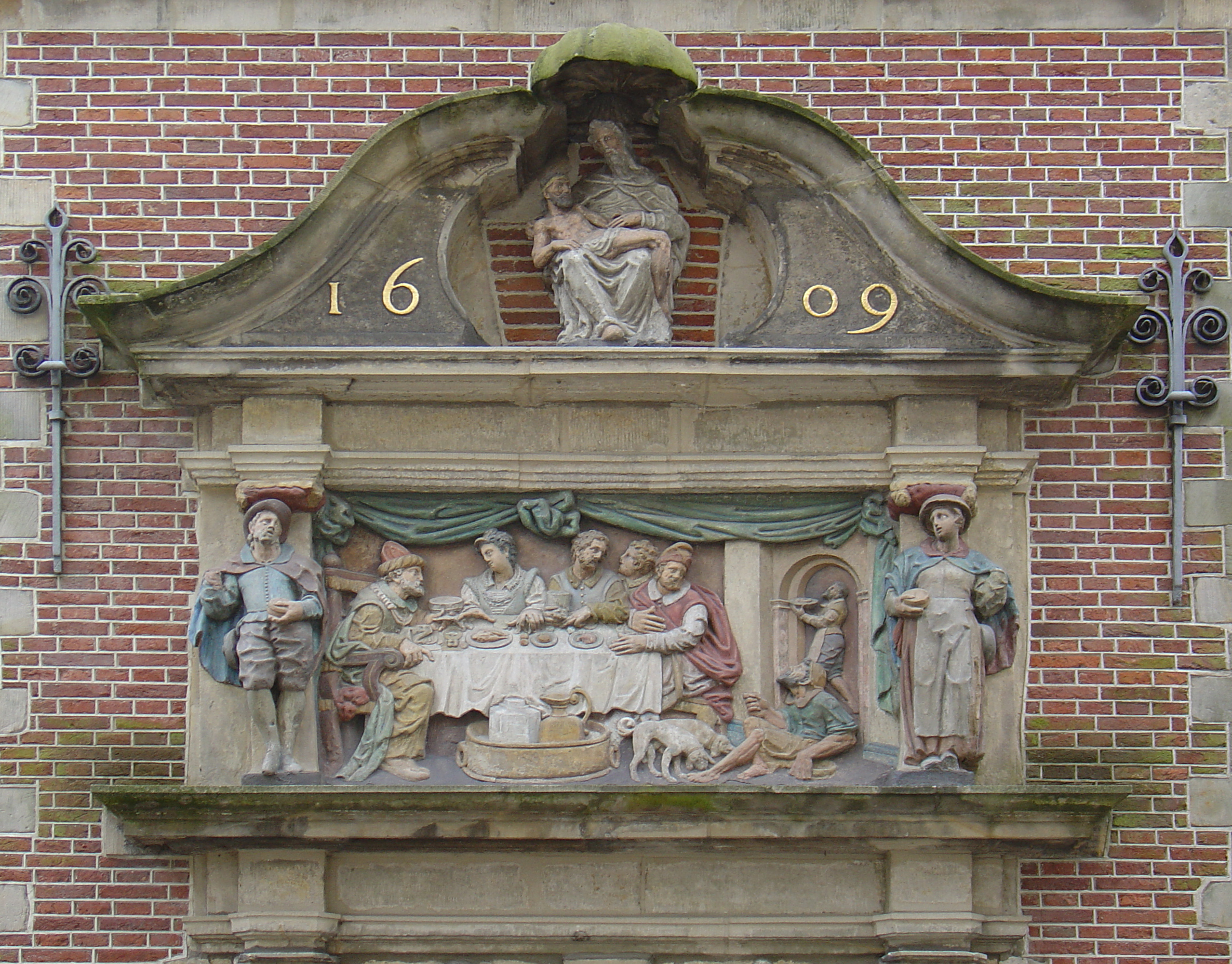
Lazaruspoortje te Gouda (1609)
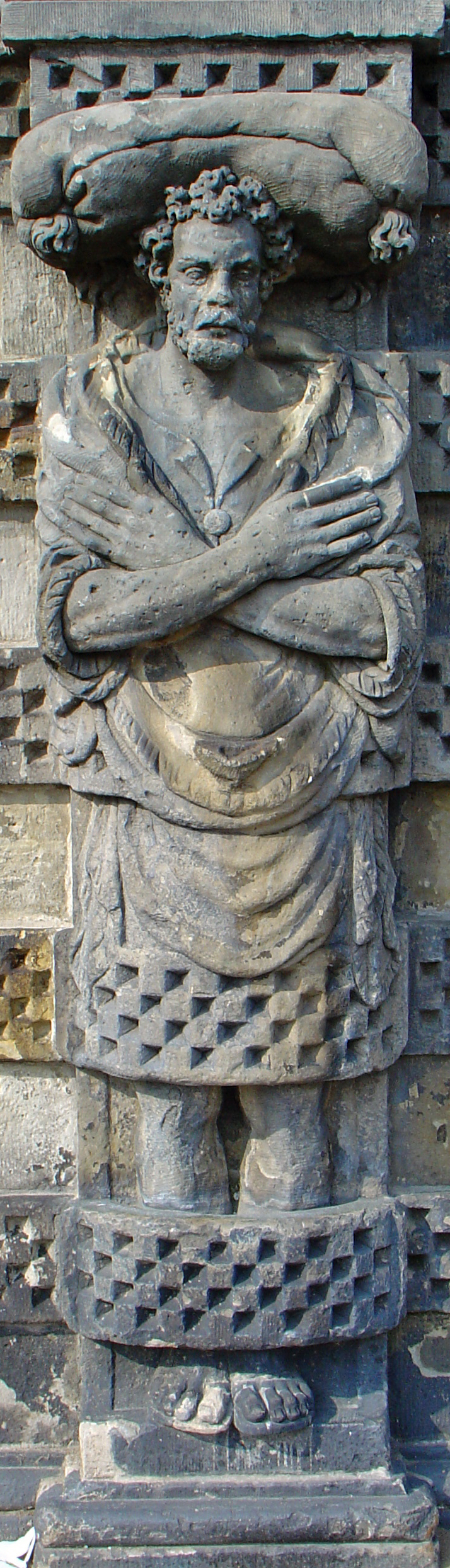
Beeld links bordes stadhuis
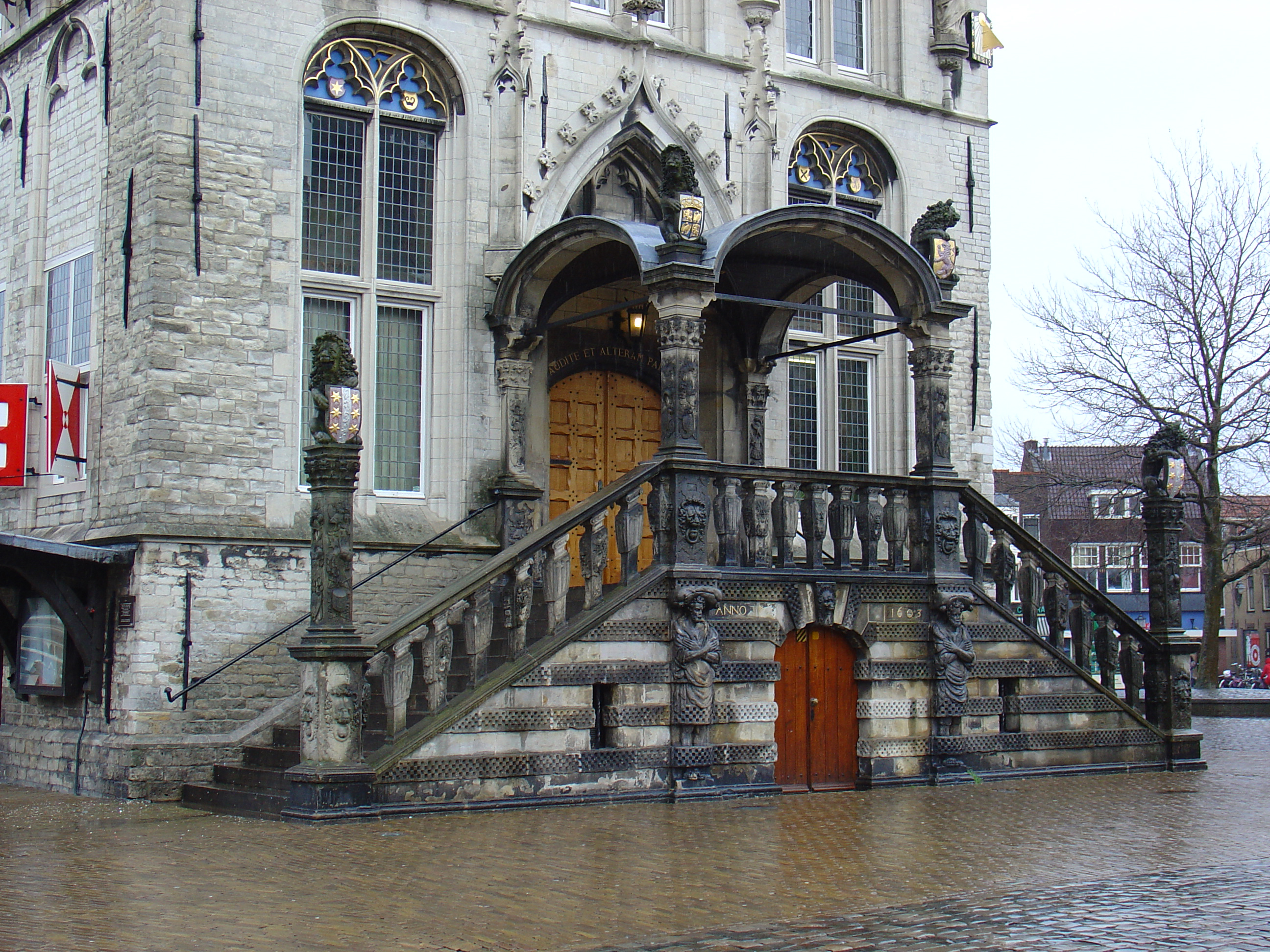
Bordes stadhuis van Gouda (1603)
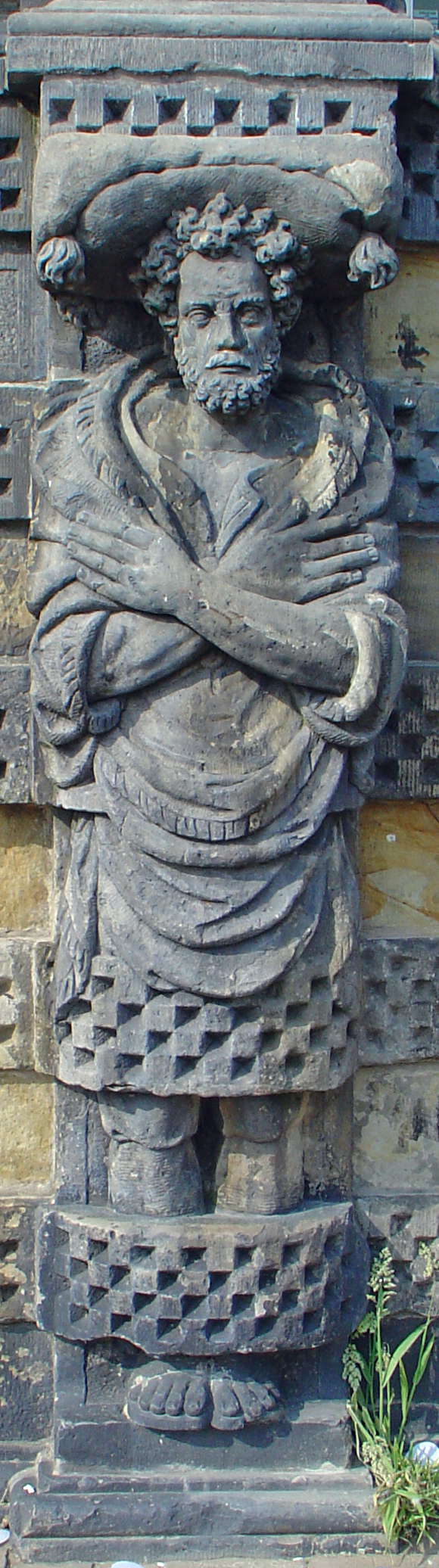
Beeld rechts bordes stadhuis
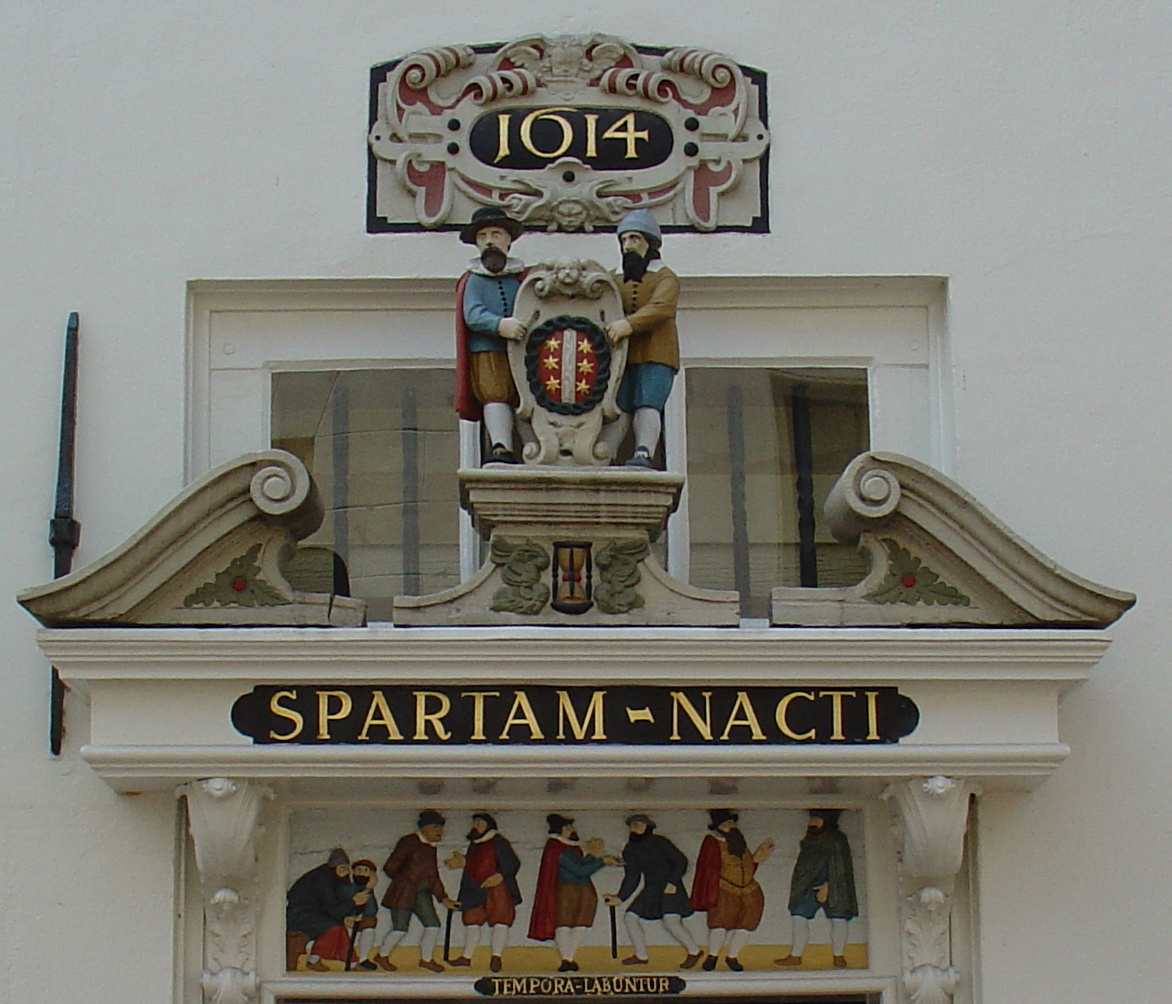
Willem Vroesenhuis te Gouda (1614)